# قولي متى
قولي متى هي أغنية عربية هندية للمغني المغربي سعد لمجرد والمغنية الهندية شريا غوشال، من كلمات محمد المغربي ورنا سوتال وألحان مهدي مزين وراجات ناغبال وإنتاج انشول غارغ تحت شركة ديسي ميوزك فاكتري. أصدرت الأغنية في 12 يوليو 2023 مع الفيديو كليب الذي مثلت فيه الممثلة جينيفر ونجت وسعد لمجرد.

## الإصدار والفيديو كليب
أُصدر الفيديو التشويقي للأغنية في 10 يوليو 2023 على قناة شركة الإنتاج (بلاي دي إم أف) في يوتيوب وفي 12 يوليو 2023 تم إصدار الأغنية مع الفيديو كليب على يوتيوب. وتم تصوير الفيديو كليب في جيبور في الهند، ويحكي قصة مستمدة من حكايات الحب التاريخية حيث جسد فيها سعد لمجرد دور الحبيب الذي يتحدى كل المخاطر، لإنقاذ حبيبته الأميرة (التي جسدت دورها جينيفر ونجت) من القصر، بعد أن أجبرها والدها الملك بالزواج من أحد الأمراء الأثرياء.
في 17 ديسمبر 2023، تم إصدار فيديو الكلمات الخاص بالأغنية الذي يظهر عدة مشاهد تم تصويرها سابقاً ولكن لم تضاف إلى الفيديو كليب.

## نجاح الأغنية وإنتشارها
خلال ساعات قليلة حققت الأغنية عدد مشاهدات كبير ووصلت إلى حوالي مليون و200 ألف مشاهدة خلال 13 ساعة فقط من بعد إطلاقها. وبالرغم من عدم إكمالها الـ 24 ساعة إلا أن الرقم كسر الـ3 مليون. وخلال يومين حصلت على أكثر من خمسة مليون مشاهدة وتجازوت المشاهدة اكثر من 15 مليون خلال أسبوع وتصدرت قائمة الأغاني الأكثر استماعاً على يوتيوب، في أكثر من 26 دولة، وعلى رأسهم المغرب والإمارات العربية المتحدة واليمن والكويت والأردن والسعودية ولبنان وعمان ومصر وقطر وليبيا والعراق وكندا وأستراليا وبريطانيا والهند. وتصدرت الأغنية أيضاً في عدد من المنصات الموسيقية، منها سبوتيفاي وديزر وشازام وآي تيونز وأبل ميوزك، محققة نسب استماع عالية بمجموعة من الدول العربية والعالمية.
حصلت الأغنية على المركز الأول في قائمة بيلبورد عربية هوت 100. وحصلت على المركز الثاني في قائمة مينا الرسمية، لتصبح شريا غوشال أول فنانة هندية تظهر في قائمة الشرق الأوسط وشمال أفريقيا.
وبعد شهر من إصدارها حصلت الأغنية على أكثر من 60 مليون مشاهدة على يوتيوب، وفي 30 أغسطس 2023، تجازوت الأغنية حاجز المئة مليون مشاهدة على يويتوب بأكثر من 1.7 مليون إعجاب وحصلت على اكثر من 15 مليون ستريم في سبوتيفاي وأكثر من مليونين ريل في إنستغرام.
في 6 سبتمبر 2023 تصدرت الأغنية المركز الاول عالمياً في سبوتيفاي والمركز السادس في يوتيوب وفي 20 سبتمبر 2023 حصلت على اكثر من 25 مليون ستريم في سبوتيفاي وخلال أربعة أشهر تجاوزت الأغنية حاجز المئتين مليون مشاهدة على يوتيوب.
وبعد مرور عام على إصدارها تجاوزت الأغنية أكثر من 360 مليون مشاهدة على يوتيوب.

## القوائم الموسيقية
| القائمة                                        | المركز |
| ---------------------------------------------- | ------ |
| الوطن العربي (بيلبورد عربية هوت 100)           | 1      |
| الشرق الأوسط وشمال أفريقيا (آي أف بي آي)       | 2      |
| آسيا (قائمة آسيا الموسيقية في المملكة المتحدة) | 2      |
| الهند (أغاني بيلبورد الهند)                    | 10     |
| شمال أفريقيا (آي أف بي آي)                     | 16     |
| السعودية (آي أف بي آي)                         | 19     |
| الإمارات العربية المتحدة (آي أف بي آي)         | 4      |

## طاقم العمل

### طاقم الأغنية
- غناء - شريا غوشال وسعد لمجرد
- الكاتب - محمد المغربي ورنا سوتال
- ألحان - مهدي مزين وراجات ناغبال
- منتجو الموسيقى - طارق لحجيلي ومادارا شوكا
- فلوت - كيران

### طاقم الفيديو كليب
- بطولة - جينيفر ونجت وسعد لمجرد
- الشرير الرئيسي - صوفي غوجار
- المخرج - أجام مان وعظيم مان
- مصمم الرقصات - جون
- نقاط الخلفية - بارفيش سما
- الإنتاج - شركة آر أس للأفلام والإنتاج
- المحرر - أجام مان
- المدير الفني - راجان آرتس / بلاك

## روابط خارجية
- قولي متى على هونغاما للترفيه الرقمي
- قولي متى  في قاعدة بيانات الأفلام على الإنترنت (بالإنجليزية)